# Інокентій Міку-Кляйн
Інокентій Міку-Кляйн (хресне ім'я Йоан, рум. Inocențiu Micu-Klein; 1692, Саду — 22 вересня 1768, Рим) — румунський церковний і культурний діяч, василіянин, греко-католицький єпископ Фаґараша в 1730—1751 роках. Один із головних представників румунського національного відродження та ініціатор руху під назвою Трансільванська школа.

## Життєпис
Народився 1692 року в трансільванскому селі Саду, Габсбурзька монархія (нині жудець Сібіу, Румунія). Гімназійні студії завершив у колегії єзуїтів у Клужі. У 1722—1725 роках навчався на факультеті філософії в Академічній колегії в Клужі, а в 1725 році розпочав студії богослов'я в Трнаві.
18 листопада 1728 року, після смерті попереднього єпископа Йоана Джурджу Патакі, на виборчому синоді єпархії Фаґараша Йоан Міку-Кляйн набрав найбільше голосів, хоч ще був молодим і не мав закінчених студій. 12 липня 1729 року імператор Карл VI, призначив його новим єпископом Фаґараша. 5 вересня 1729 року йому було присвоєно звання барона, а 23 вересня того ж року Міку став священником і відразу ж вступив до Василіанського чину. Папа Климент XII підтвердив його обрання 11 вересня 1730 року і вже 5 листопада 1730 року він отримав єпископські свячення з рук мукачівського єпископа Геннадія Бізанція. Офіційна інтронізація у Фаґараші відбулася 28 вересня 1732 року. 11 грудня 1732 року єпископ Інокентій Міку-Кляйн отримав місце в Трансильванському парламенті.
Відразу після інтронізації він скликав церковний синод, який видав 20 декретів про адміністративні, дисциплінарні, сакраментальні питання. У 1737 році він переніс адміністративний центр єпархії з Фаґараша в Блаж, де в 1741 році заклав підвалини катедрального собору.
Як член Парламенту Трансільванії Інокентій Міку-Кляйн почав наполягати на виконанні Угоди про те, що перехід до греко-католицизму принесе з собою римо-католицькі привілеї для румунських мешканців та кінець кріпацтва.
Спочатку вимагаючи прав для духовенства та новонавернених, він незабаром став подавати прохання про свободу для всіх румунів. Єпископ Міку-Кляйн був тим, хто порушив питання скасування кріпацтва за сорок років перед його скасуванням (де-факто в Трансільванії кріпацтво було скасоване в 1786 році). Його наполегливість у відстоюванні прав і свобод для румунського народу зрештою призвела до того, що в 1744 році його вислано до Риму зі щомісячною пенсією, а 7 травня 1751 року він офіційно пішов у відставку з посади єпископа Фаґараша.
Помер 22 вересня 1768 року в Римі, похований у церкві святих мучеників Сергія і Вакха.

## Галерея

Інокентій Міку-Кляйн
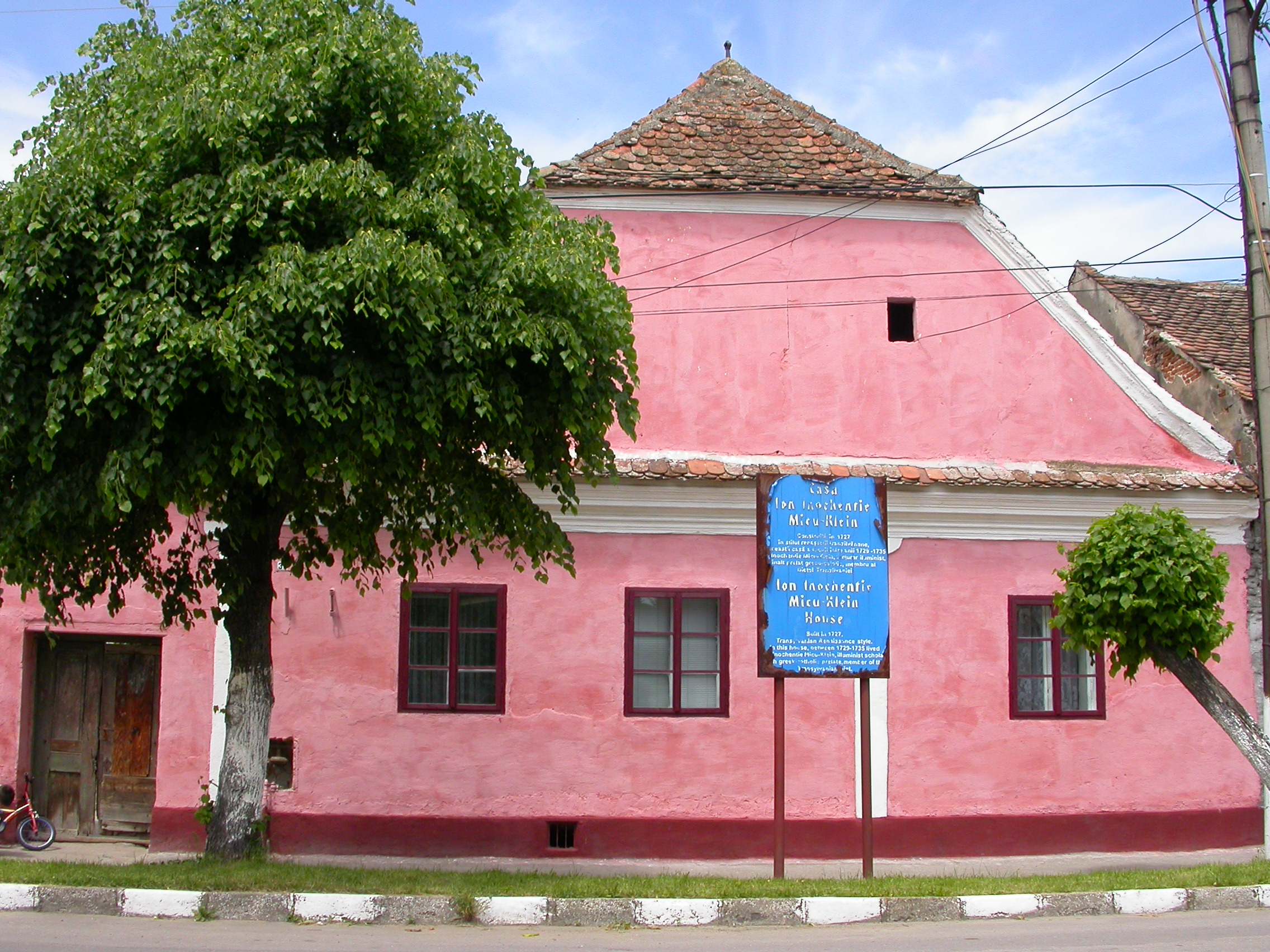
Будинок Інокентія Міку-Кляйна в Фаґараші, збудований у 1727 році. Фото 2008 р.
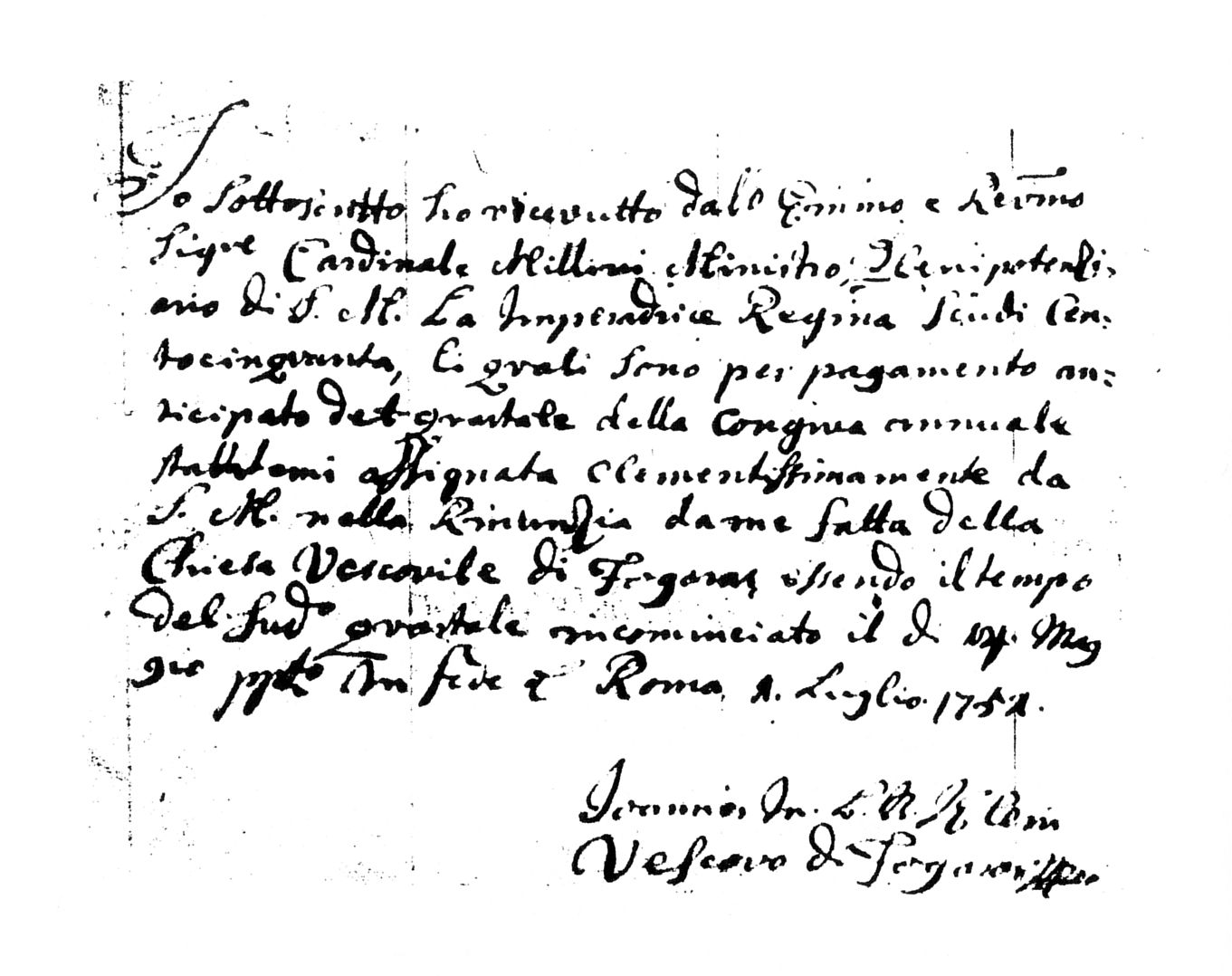
Лист із підписом: Joannes In[nocentius] L[iber] B[aron] Klein Vescovo di Fogarasi
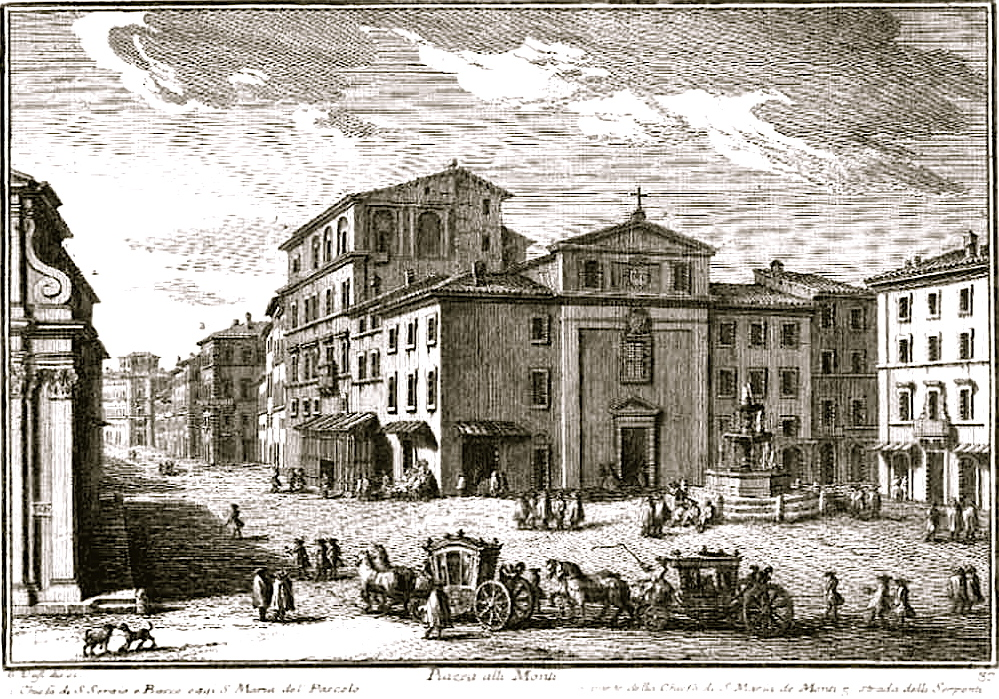
Церква святих мучеників Сергія і Вакха в Римі. Гравюра Джузеппе Вазі з 1750 року
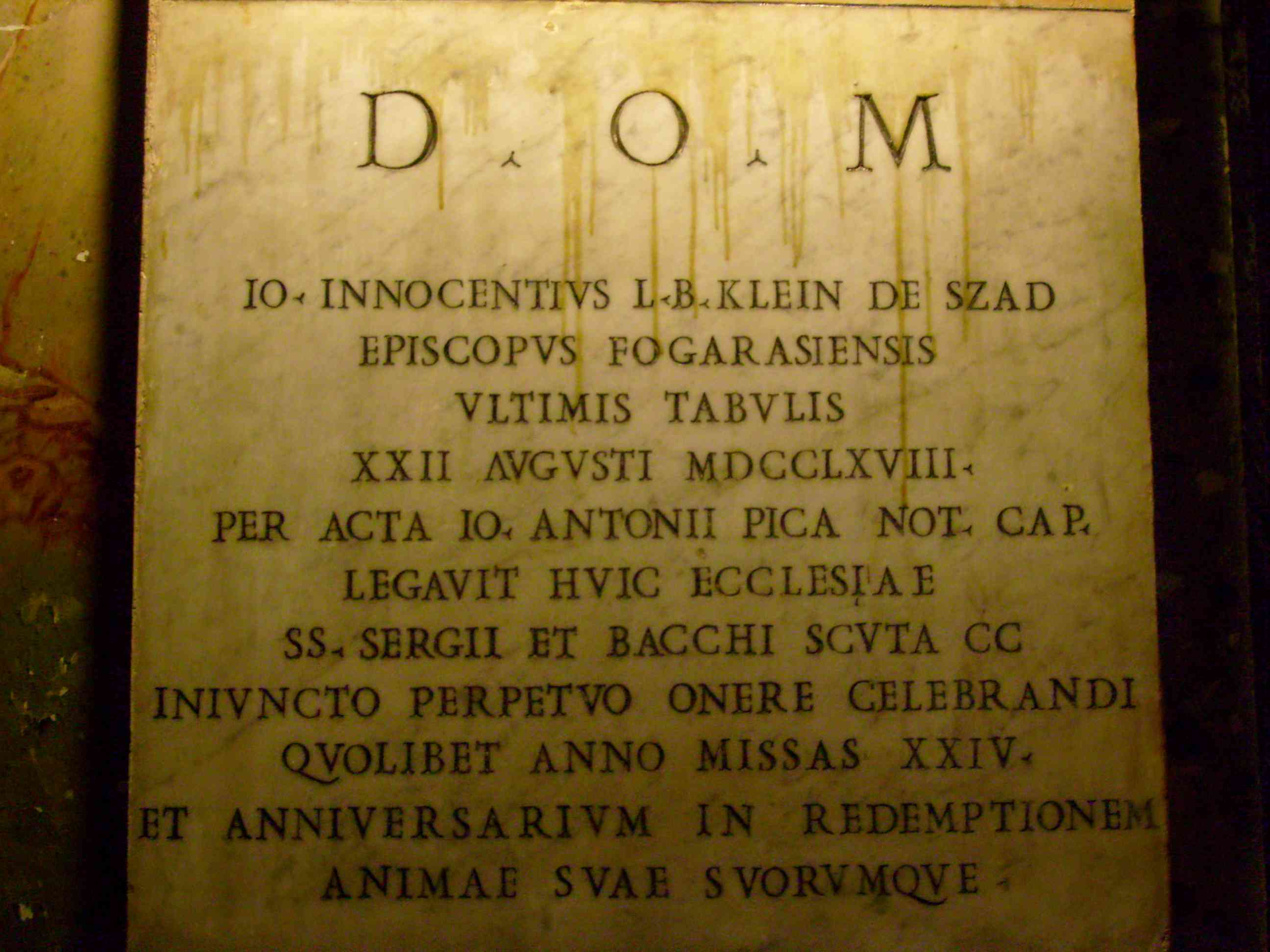
Надгробна плита Інокентія Міку-Кляйна в церкві святих мучеників Сергія і Вакха в Римі